# 에프타니소스 공화국
에프타니소스 공화국(그리스어: Επτάνησος Πολιτεία, 이탈리아어: Repubblica Settinsulare)은 1800년부터 1807년까지 이오니아 제도에 존재했던 도서 공화국이다. 명목상의 통치권은 오스만 제국이 갖고 있었던 나라이다.
오스만 제국이 동로마 제국의 수도인 콘스탄티노폴리스를 함락한 이후, 그리스인에게 제한적이나마 자치권이 주어 다스리게 한 정치체이다. 국명인 에프타니소스나 이탈리아어 명인 세틴술라레 모두 '일곱 개의 섬들'이라는 뜻으로, 나라를 구성하는 일곱 개의 섬을 가리킨다. 일곱 섬은 다음과 같다.
- 케르키라섬(Κέρκυρα) (코르푸 Corfu)
- 팍시섬(Παξοί) (파호스 Paxos)
- 레프카다섬(Λευκάδα) (레우카다 Leucada/산타마우라 Santa Maura)
- 케팔로니아섬(Κεφαλλονιά) (케팔로니아 Cephalonia)
- 이타키섬(Ιθάκη) (이타카 Ithaca)
- 자킨토스섬(Ζάκυνθος) (잔테 Zante)
- 키티라섬(Κύθηρα) (시테라 Cythera/체리고 Cerigo)

## 같이 보기
- 이오니아 제도
- 이오니아 제도 연합주